# ادواردو مولارجا
ادواردو مولارجا (ایتالیایی: Edoardo Mulargia؛ ‏ ۱۰ دسامبر ۱۹۲۵ – ۷ سپتامبر ۲۰۰۵) کارگردان فیلم، فیلم‌نامه‌نویس، تهیه‌کننده فیلم و روزنامه‌نگار اهل ایتالیا بود.
از فیلم‌هایی که وی در آن‌ها نقش داشته است، می‌توان به برادران شکست‌ناپذیر ماچیسته و دخترخوانده اشاره نمود.